# All the Right Wrongs
 (mars 2023).
Si vous disposez d'ouvrages ou d'articles de référence ou si vous connaissez des sites web de qualité traitant du thème abordé ici, merci de compléter l'article en donnant les références utiles à sa vérifiabilité et en les liant à la section « Notes et références ».
Albums de Emily Osment
Fight or Flight
(2010)
All The Right Wrongs est le premier album de la chanteuse et actrice américaine Emily Osment. Elle en a coécrit toutes les paroles.

## Liste des titres
1. All The Way Up
2. Average Girl
3. Found Out About You
4. I Hate the Homecoming Queen
5. You Are The Only One
6. What About Me
7. One of Those Days (International bonus tracks)
8. Unaddicted (International bonus tracks)